# Sidi Belattar
Sidi Belattar è un comune dell'Algeria, situato nella provincia di Mostaganem.